# Wakana Ōtaki
Wakana Ōtaki (大滝若菜 Ōtaki Wakana?), även känd som bara Wakana, född 10 december 1984 i Fukuoka, är en japansk sångerska.

## Biografi
Wakana Ōtaki har varit medlem i den japanska tjejgruppen Kalafina tillsammans med Keiko Kubota och Hikaru Masai sedan gruppen debuterade år 2007.
Hon är även medlem i kompositören Yuki Kajiuras musikgrupp FictionJunction.

## Diskografi

### Studioalbum
- Seventh Heaven (2009)
- Red Moon (2010)
- After Eden (2011)
- Consolation (2013)
- Far on the Water (2015)